# Rock occulto
Il rock occulto, a cui ci si riferisce anche con i termini doom rock, witch rock oppure con l'inglese occult rock, è un sottogenere della musica rock che ha avuto origine tra la fine degli anni '60 e l'inizio degli anni '70, con band come Coven e Black Widow.
Il genere è influenzato dal blues, dal rock psichedelico, dall'hard rock, dal proto-metal, ed in seguito dal rock progressivo, oltre a incorporare comunemente testi che fanno riferimento all'occulto con influenze che vanno dai classici film horror ai libri di Dennis Wheatley. Nonostante la percezione comune, è stato notato che il rock occulto non sia necessariamente dalle tinte cupe o oscure, anche se molte di queste band abbiano creato musica con questo tipo di qualità. La AXS ha fatto notare come lo stile di riff doom rock di Tony Iommi abbia contribuito a definiro il genere dell'heavy metal.

## Storia
Il rock occulto emerse negli anni '60 con gruppi come Black Widow e, in particolare, Coven. La traccia del 1968 degli Iron Butterfly "In-A-Gadda-Da-Vida" fu molto influente nello sviluppo del suono del primo rock occulto. I Coven pubblicarono il loro album di debutto Witchcraft Destroys Minds & Reaps Souls nel 1969, che precedette i successivi gruppi di rock occulto come l'album di debutto dei Black Widow, intitolato Sacrifice. I Blue Öyster Cult pubblicarono il loro album di debutto omonimo nel 1972, che ebbe un'influenza significativa su band successive come i Ghost. A causa dell'associazione con l'occulto, all'incirca nel periodo degli omicidi della famiglia Manson, molti album di occult rock furono interdetti dalla distribuzione, con il risultato di contribuire solo ad aumentare la paura del pubblico nei confronti della musica. Quando i Black Sabbath pubblicarono per la prima volta il loro omonimo album di debutto nel 1970, Lester Bangs della Rolling Stone lo descrisse come "la risposta inglese ai Coven". I primi gruppi occult rock come Coven, Black Sabbath, Blue Cheer, Hawkwind e Blue Öyster Cult sono considerati da alcuni critici estremamente influenti sullo sviluppo della musica heavy metal, o più specificamente negli stili stoner metal, doom metal e sludge metal. Nel 1976, i Blue Öyster Cult pubblicarono il loro quarto album in studio Agents of Fortune; il primo singolo pubblicato dall'album, "(Don't Fear) The Reaper", raggiunse il numero 12 nella classifica Billboard Hot 100. L'immaginario delle band rock occulte venne infine ripreso con l'ascesa della New wave of British heavy metal come Venom, Satan e Hell.
A partire dagli anni 2000, l'occult rock ha vissuto una rinascita, con un sound che ricorda lo stile degli anni '70, includendo band come Ghost, Luciferian Light Orchestra, The Devil's Blood, Witch Mountain, Orchid e Blood Ceremony. Il terzo e il quarto album dei Ghost hanno raggiunto rispettivamente l'ottavo e il terzo posto nella Billboard 200. Nel 2007, le band occult rock Coven e Black Widow si sono riformate e hanno fatto tournée con molte band che avevano contribuito a influenzare. La rivista Prog ha descritto questa rinascita come trasversale in una miriade di stili, tra cui post-rock, psych-prog e neo-progressive, così come un numero distinto di band che possedevano cantanti donne. I Kadavar sono considerati da alcuni critici una delle band che guidano la scena occult rock tedesca, nonostante abbiano rifiutato questa categorizzazione. Il terzo album in studio di Kadavar "Berlin" ha raggiunto il numero 21 nella classifica degli album di Billboard Heatseekers nel 2015, che era cinque posizioni più in alto rispetto al loro precedente lavoro.